# Deathhammer
Deathhammer ist das achte Studioalbum der niederländischen Band Asphyx. Es erschien über Century Media am 24. Februar 2012 in Europa und am 28. Februar 2012 in den USA.

## Entstehung und Stil
Das Album mischt Death und Doom Metal. Einige der langsameren Passagen, so etwa bei Minefield, wurden mit dem Stil von Martin van Drunens Zweitband Hail of Bullets verglichen. Deathhammer wurde im Harrow Studio und im The Morser Studio in den Niederlanden mit Harry Wijering aufgenommen und von Dan Swanö gemischt und gemastert. Das Albumartwork stammt von Axel Hermann.

## Rezeption
Stormbringer.at schrieb: „Asphyx erfüllen mit Deathhammer mit Sicherheit alle Erwartungen und können sie aufgrund der hohen Eingängigkeit in den einzelnen Songs wahrscheinlich sogar übertreffen.“ Andreas Schulz von Musikreviews.de bezeichnete Deathhammer als „eines der besten Death-Metal-Albem der letzten zehn Jahre. Mindestens.“ Frank Albrecht schrieb im Rock Hard: „Jawohl! Kniet nieder, ihr Würmer! Erstarrt in Ehrfurcht vor den holländischen Großmeistern! Die haben den Deathhammer ausgepackt, der alles plattwalzen wird, was gegen ihn aufmuckt.“ Auf dem Album gebe es nur „Death und Doom in unverfälschter Form, aggressiv, böse, packend“. Das Album wurde zum Album des Monats in dem Magazin gekürt.

## Titelliste
| Nr. | Titel                            | Länge |
| --- | -------------------------------- | ----- |
| 1.  | Into the Timewastes              | 3:40  |
| 2.  | Deathhammer                      | 2:27  |
| 3.  | Minefield                        | 7:28  |
| 4.  | Of Days When Blades Turned Blunt | 3:22  |
| 5.  | Der Landser                      | 6:54  |
| 6.  | Reign of the Brute               | 2:59  |
| 7.  | The Flood                        | 3:03  |
| 8.  | We Doom You to Death             | 6:44  |
| 9.  | Vespa Crabro                     | 2:50  |
| 10. | As the Magma Mammoth Rises       | 7:51  |